# Leonard Cohen
Leonard Norman Cohen, CC, GOQ, (21 tháng 9 năm 1934 – 7 tháng 11 năm 2016) là một ca sĩ – nhạc sĩ, nhà thơ, tiểu thuyết gia người Canada. Sự nghiệp của ông là chuỗi những khám phá về tôn giáo, sự cô lập, bản năng giới tính và các mối quan hệ xã hội. Cohen có tên cả trong Đại sảnh Danh vọng Rock and Roll tại Mỹ lẫn Đại sảnh Danh vọng Âm nhạc và Đại sảnh Danh vọng nhạc sĩ Canada. Ông cũng từng được trao danh hiệu Hiệp sĩ, danh tước cao nhất cho công dân Canada. Năm 2011, ông được tôn vinh tại Giải thưởng Hoàng tử xứ Asturias về những đóng góp văn học của mình.

## Nhận xét
Trong lời đề cử vào Đại sảnh Danh vọng Rock and Roll vào ngày 10 tháng 3 năm 2008, Lou Reed miêu tả Cohen thuộc về "nấc cao nhất và ảnh hưởng nhất trong giới nhạc sĩ".
Nhà phê bình Bruce Eder trong bài tổng hợp về toàn bộ sự nghiệp của Cohen, viết "[Cohen] là một trong những ca sĩ/nhạc sĩ... cuốn hút và bí ẩn nhất kể từ những năm hậu 60... [và] ông vẫn giữ cho mình một lượng khán giả sau tận 4 thập kỷ với âm nhạc... Chỉ xếp sau mỗi Bob Dylan (và có lẽ chỉ có thêm Paul Simon) [về ảnh hưởng âm nhạc], ông luôn gây chú ý tới mọi lời phê bình và tầng lớp nhạc sĩ trẻ tuổi hơn tất cả những nghệ sĩ nào khác của thập kỷ 60 mà vẫn còn hoạt động tới tận thế kỷ 21."
Hiệp hội nhà thơ Mỹ có bình luận một cách khái quát hơn sự nghiệp nghệ thuật của Cohen, trong đó bao gồm cả thi ca, âm nhạc, tiểu thuyết: "Sự pha trộn thành công [của Cohen] giữa thi ca, viễn tưởng và âm nhạc được thể hiện rõ nhất với Stranger Music: Selected Poems and Songs, được phát hành vào năm 1993, mà ở đó tổng hợp tới 400 bài thơ của ông,... rất nhiều đoạn trích từ tiểu thuyết, cùng với đó là gần 60 phần lời các ca khúc... Cho dù có thể cho rằng Leonard Cohen có xuất phát điểm từ âm nhạc, song những người hâm mộ vẫn coi ông là người Phục hưng khi đứng giữa những ranh giới rất khó nắm bắt của nghệ thuật."